# Tobias-Köcherfliege
Die Tobias-Köcherfliege (Hydropsyche tobiasi) ist eine ausgestorbene Köcherfliegenart. Benannt ist sie nach dem deutschen Entomologen Wolfgang Tobias von der Senckenberg Gesellschaft für Naturforschung, der sie 1972 als erster untersucht hatte. Wissenschaftlich beschrieben wurde sie 1977 vom österreichischen Entomologen Hans Malicky anhand von alten Museumsexemplaren, die zuvor für Hydropsyche exocellata gehalten worden waren.

## Beschreibung
Der Körper war dunkelbraun, die Beine waren heller. Die Vorderflügel waren einheitlich fahlbräunlich und ohne Zeichnung. Die Hinterflügel waren etwas heller. Die Vorderflügellänge betrug 11 bis 13 mm. Die Augen waren genauso groß wie bei Hydropsyche exocellata, daher sind die Arten immer wieder verwechselt worden. Unterschiede gibt es vor allem hinsichtlich des Kopulationsapparates. Der Aedeagus ist bei H. exocellata bauchig aufgetrieben und die Vorderflügel sind zudem deutlich hell und dunkler grau gescheckt. Die Larven der Tobias-Köcherfliege sind nicht bekannt.

## Aussterben
Alle dokumentierten Vorkommen waren an Terrassen des Mittelrheins zwischen Köln und Mainz. Nach Malickys Forschungsarbeit wurde die Art zwischen 1906 und 1914 und in den 1920er-Jahren noch häufiger beobachtet. Der letzte Nachweis stammt aus dem Jahre 1938. Neuere Untersuchungen von Wolfgang Tobias (1999) an altem Sammlungsmaterial von Walter Döhler (1891–1988) zeigten jedoch, dass H. tobiasi in den 1930er-Jahren auch am Main bei Klingenberg vorkam. 1980 unternahm Hans Malicky Suchexpeditionen an den Rheinufern bei Bonn, Bad Säckingen, Wiesbaden-Schierstein, Oppenheim und Ingelheim am Rhein, die jedoch erfolglos blieben. Im 20. Jahrhundert wurde der Rhein durch städtische und industrielle Verschmutzung stark beeinträchtigt, was zum Verschwinden vieler Köcherfliegenarten führte.